# Dectocraspedon latefasciata
Dectocraspedon latefasciata är en fjärilsart som beskrevs av William Schaus 1916. Dectocraspedon latefasciata ingår i släktet Dectocraspedon och familjen nattflyn. Inga underarter finns listade i Catalogue of Life.